# Jeanette Bolden
Jeanette Bolden, później Pickens (ur. 26 stycznia 1960 w Los Angeles) – amerykańska lekkoatletka specjalizująca się w biegach sprinterskich, złota medalistka letnich igrzysk olimpijskich w Los Angeles (1984) w sztafecie 4 × 100 metrów.

## Sukcesy sportowe
- halowa mistrzyni Stanów Zjednoczonych w biegu na 60 m – 1986[1]

| Rok  | Miasto      | Zawody               | Konkurencja                      | Wynik                  |
| ---- | ----------- | -------------------- | -------------------------------- | ---------------------- |
| 1981 | Rzym        | Puchar Świata        | sztafeta 4 x 100 m               | 2. miejsce             |
| 1984 | Los Angeles | Igrzyska olimpijskie | sztafeta 4 × 100 m bieg na 100 m | złoty medal 4. miejsce |

## Rekordy życiowe
- bieg na 100 m – 11,08 – Zurych 13/08/1986
- bieg na 60 m (hala) – 7,21 – Tokio 21/03/81